# Teorema de existencia de Carathéodory
El teorema de existencia de Carathéodory dice que una ecuación diferencial ordinaria tiene una solución bajo condiciones débiles. Es una generalización del teorema de existencia de Peano, el cual requiere que el lado derecho de la ecuación diferencial sea continuo,mientras que el teorema de Carathéodory muestra la existencia de soluciones (en un sentido más general) para algunas ecuaciones discontinuas. El nombre del teorema se debe a Constantin Carathéodory.

## Introducción
Se considera la siguiente ecuación diferencial
{\displaystyle y'(t)=f(t,y(t))\,} con la condición inicial {\displaystyle y(t_{0})=y_{0},\,}
donde la función ƒ se define sobre un dominio rectangular de la forma
{\displaystyle R=\{(t,y)\in \mathbf {R} \times \mathbf {R} ^{n}\,:\,|t-t_{0}|\leq a,|y-y_{0}|\leq b\}.}
El teorema de existencia de Peano establece que si ƒ es continua, entonces la ecuación diferencial tiene por lo menos una solución en un entorno de la condición inicial.
Sin embargo, también es posible considerar ecuaciones diferenciales con una discontinuidad en el lado derecho, como por ejemplo la ecuación:{\displaystyle y'(t)=H(t),\quad y(0)=0,}
donde H es la función de Heaviside definida por
{\displaystyle H(t)={\begin{cases}0,&{\text{if }}t\leq 0;\\1,&{\text{if }}t>0.\end{cases}}}
La función rampa
{\displaystyle y(t)=\int _{0}^{t}H(s)\,\mathrm {d} s={\begin{cases}0,&{\text{if }}t\leq 0;\\t,&{\text{if }}t>0\end{cases}}}
es una solución de la ecuación diferencial. En forma estricta, no satisface la ecuación diferencial en {\displaystyle t=0}, porque la función no es diferenciable en ese punto. Esto sugiere que la idea de una solución se extiende permitiendo soluciones que no son en todas partes diferenciables, así que esto motiva la siguiente definición.
Una función y se denomina solución en sentido extendido de la ecuación diferencial {\displaystyle y'=f(t,y)} con condición inicial {\displaystyle y(t_{0})=y_{0}} si y es absolutamente continua, y satisface la ecuación diferencial casi en todas partes e y satisface la condición inicial. La continuidad absoluta de y implica que su derivada existe en casi todas partes.

## Enunciado del teorema
| Se considera la ecuación diferencial {\displaystyle y'(t)=f(t,y(t)),\quad y(t_{0})=y_{0},\,} con {\displaystyle f} definido en un dominio rectangular {\displaystyle R=\{(t,y)\,\|\,\|t-t_{0}\|\leq a,\|y-y_{0}\|\leq b\}}. Si la función {\displaystyle f} satisface las tres condiciones siguientes: - {\displaystyle f(t,y)} es continua en {\displaystyle y} para cada valor de {\displaystyle t}, - {\displaystyle f(t,y)} es medible en {\displaystyle t} para cada valor de {\displaystyle y}, - hay una función integrable Lebesgue {\displaystyle m(t)}, {\displaystyle \|t-t_{0}\|\leq a}, tal que {\displaystyle \|f(t,y)\|\leq m(t)} para todo {\displaystyle (t,y)\in R}, entonces la ecuación diferencial tiene una solución en el sentido extendido en un entorno de la condición inicial. |